# Капитанехо (Колумбия)
Капитанехо (исп. Capitanejo) — город и муниципалитет в северо-восточной части Колумбии, на территории департамента Сантандер. Входит в состав провинции Гарсия-Ровира.

## История
Поселение, из которого позднее вырос город, было основано 28 января 1628 года.

## Географическое положение

Муниципалитет Капитанехо

Город расположен в восточной части департамента, в горной местности Восточной Кордильеры, на правом берегу реки Чикамочи, на расстоянии приблизительно 76 километров к юго-востоку от города Букараманги, административного центра департамента. Абсолютная высота — 1102 метра над уровнем моря.
Муниципалитет Капитанехо граничит на западе с территорией муниципалитета Сан-Хосе-де-Миранда, на северо-западе — с муниципалитетом Энсисо, на северо-востоке — с муниципалитетом Сан-Мигель, на востоке — с муниципалитетом Макаравита, на юге — с территорией департамента Бояка. Площадь муниципалитета составляет 81 км².

## Население
По данным Национального административного департамента статистики Колумбии, совокупная численность населения города и муниципалитета в 2015 году составляла 5593 человек.
Динамика численности населения муниципалитета по годам:
| 2005 | 2006 | 2007 | 2008 | 2009 | 2010 | 2011 | 2012 | 2013 | 2014 | 2015 |
| ---- | ---- | ---- | ---- | ---- | ---- | ---- | ---- | ---- | ---- | ---- |
| 6152 | 6090 | 6034 | 5974 | 5923 | 5863 | 5806 | 5751 | 5702 | 5649 | 5593 |

Согласно данным переписи 2005 года мужчины составляли 50 % от населения Капитанехо, женщины — соответственно также 50 %. В расовом отношении белые и метисы составляли 99,9 % от населения города; негры, мулаты и райсальцы — 0,1 %.
Уровень грамотности среди всего населения составлял 87,3 %.

## Экономика
Основу экономики Капитанехо составляет сельское хозяйство.
55 % от общего числа городских и муниципальных предприятий составляют предприятия торговой сферы, 36,2 % — предприятия сферы обслуживания, 8,9 % — промышленные предприятия.

## Транспорт
Через город проходит национальное шоссе № 55 (исп. Ruta Nacional 55).